# Tetramorfos
Un tetramorfo o, según el Diccionario de la lengua española, tetramorfos (del griego τετρα, tetra, "cuatro", y μορφη, morfé, "forma") es una representación iconográfica de un conjunto formado por cuatro elementos. La más extendida de estas es cristiana, que los asocia con los cuatro evangelistas, aunque esta tradición se remonta al Antiguo Testamento, cuando el profeta Ezequiel describió en una de sus visiones cuatro criaturas que, de frente, tenían rostro humano y, de espaldas y en cada lateral, tenían rostro animal (Ezequiel 1:10). Una visión muy similar aparece en un pasaje del Apocalipsis de Juan (Apocalipsis 4:1-9) que describe a cuatro ángeles zoomorfos que rodean al pantocrátor. Los tetramorfos y el pantocrátor son una constante del arte medieval, tanto en escultura como en pintura, sea mural o en códices miniados.

## Formas

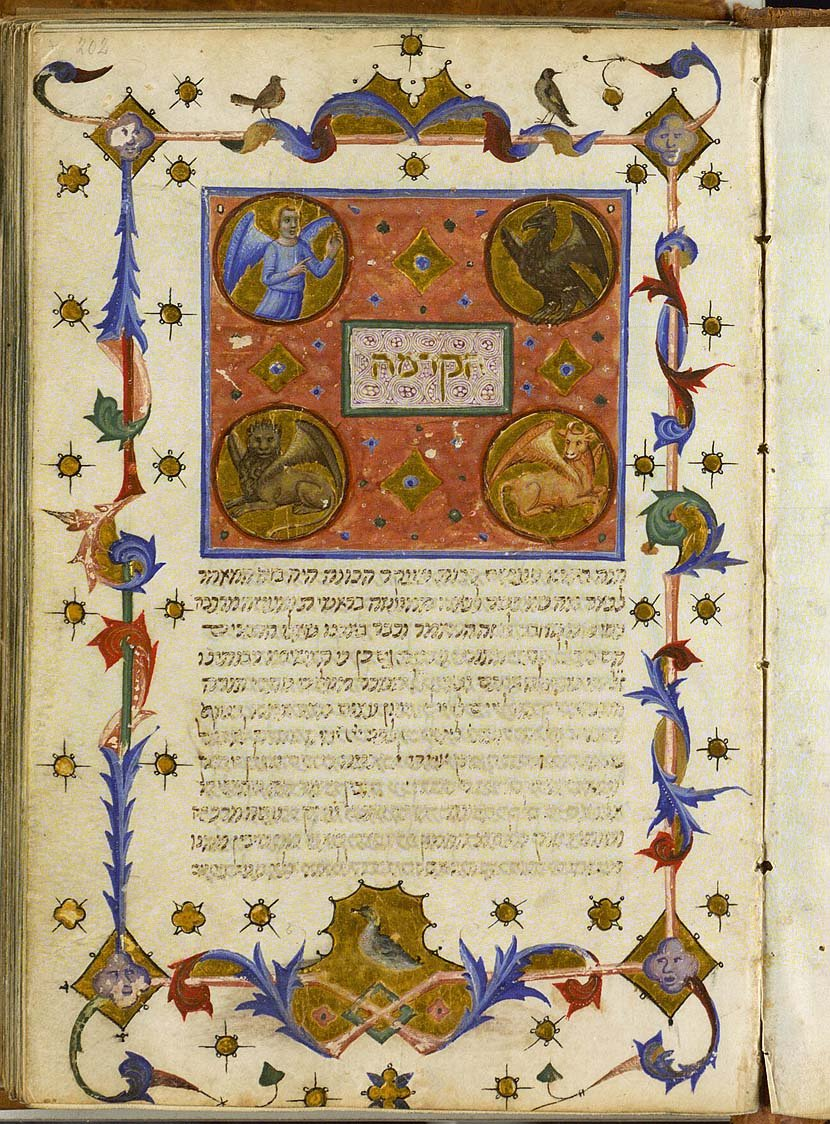
Imagen inspirada por el tetramorfos que figura en la Primera visión de Ezequiel (Ezeq. 1:1-14). Página de la Guía de los Perplejos de Maimónides (manuscrito sefardí, texto en hebreo, Cataluña, 1348).

Desde el siglo VI se viene postulando una vinculación de los tetramorfos con los evangelistas:
El hombreSe identifica con Mateo, ya que su Evangelio destaca predominantemente sobre los demás por  su intención de caracterizar a Jesús como el Rey de los Judíos y el Mesías profetizado por las Escrituras, haciendo hincapié sobre su vida como hombre y dando menos atención a su caracterización como ser divino. Por su estilo y cantidad de semitismos en su escritura si lo comparamos con los demás evangelios, se puede deducir que fue escrito para una comunidad judía.
El leónSe identifica con Marcos, porque su evangelio se destaca predominantemente por caracterizar la voluntad del Cristo. El león es un animal que simboliza la fuerza, y en este evangelio se muestra predominantemente la fuerza de la voluntad del Cristo, capaz de echar demonios de las personas con su palabra. Por otra parte, el león es emblema de la ciudad de Jerusalén, de donde es oriundo Marcos.
El toroSería Lucas, ya que el Evangelio, escrito por un médico, caracteriza predominantemente el sentimiento del Cristo. Los toros tienen un corazón fuerte (de hecho, en castellano existe la expresión «tener un corazón de toro» empleada para referirse a personas atléticas y con corazón sano y fuerte) y el corazón simboliza, desde antiguas tradiciones, los sentimientos (en la lengua oral hay múltiples frases hechas que hacen referencia a ello; «tiene un buen corazón», «tiene un corazón de oro», «tiene un corazón que no le cabe en el pecho», ...). En este Evangelio se nos transmiten, en gran parte a través de parábolas, los sentimientos de compasión y justicia de Jesucristo hacia la humanidad.
El águilaHa sido asociada a la figura de Juan, ya que su Evangelio trata de caracterizar lo más elevado y profundo del pensar del Cristo. Por ello, narra los acontecimientos desde un punto de vista diferente al de los tres anteriores (no es sinóptico), centrándose en sublimes ideas de múltiples lecturas y para entender las cuales se necesita cierto esfuerzo. Es el evangelio místico. La complejidad de sus ideas (aunque transmitidas mediante un discurso sencillo que permite entender como mínimo la interpretación más superficial de estas) permite que los que quieran hacer un estudio profundo del cristianismo, con seriedad y constancia durante largo tiempo, puedan hacerlo, pues este Evangelio puede seguir ofreciendo nuevas revelaciones después de años de reiterada lectura. El actor Rafael Álvarez escribió hablando del Evangelio según San Juan:

Jesús es un poeta tan sublime que cuando habla desconcierta el sentido de los hombres [...] Al margen del interés de grandes cineastas por la figura concreta de Jesús (Zeffirelli, Pasolini, etc.) desde Leonardo a Chaplin, Kierkegaard, Bach o Einstein, a lo largo de la historia, el Evangelio de San Juan ha conmovido a centenares de filósofos, poetas, artistas, músicos y hasta científicos. Newton le dedicó los últimos años de su vejez. Llegó a aprender griego clásico y arameo. Después de estudiar el fenómeno de la luz durante toda su vida, probablemente, antes de morir, quiso penetrar siquiera un poco en la raíz de su misterio.

## Hipótesis sobre sus orígenes

### Hipótesis astrológica

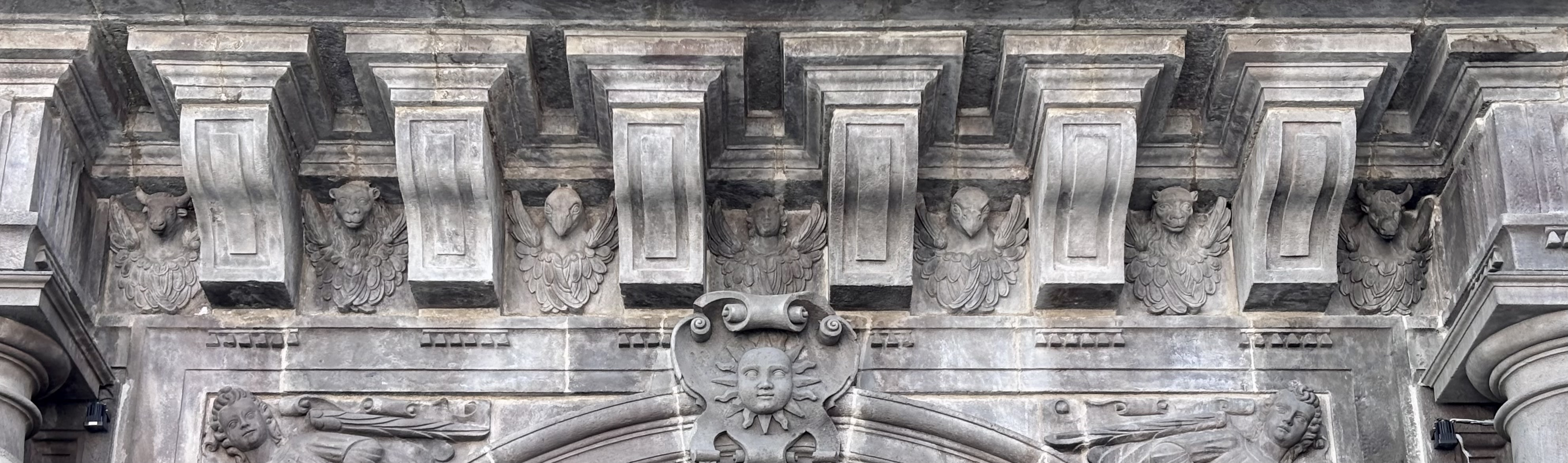
Tetramorfos en la fachada de la iglesia del Convento de San Agustín, Quito.

Se ha sugerido que Ezequiel se inspiró en la astrología zodiacal babilónica (recordemos que cuando este profeta predicaba, el pueblo de Israel estaba preso en Mesopotamia, en el siglo VI a. C., en manos de Nabucodonosor II): el toro sería Tauro, el León sería Leo, el águila sería Escorpio y el hombre alado sería Acuario. Así, estas eran las constelaciones sobre las que tuvieron lugar, respectivamente, el equinoccio de primavera, el solsticio de verano, el equinoccio de otoño y el solsticio de invierno entre los milenios quinto y tercero antes de Cristo.

### Hipótesis alquímica
Se ha dicho también que hacen referencia a los cuatro elementos básicos y, puesto que rodean al Pantocrátor, este sería el «quinto elemento» unificador.
El tetramorfos en el Libro de Durrow (Trinity College).
|                                 |
| El Hombre, símbolo de San Mateo |

|                                |
| El León, símbolo de San Marcos |

|                               |
| El Toro, símbolo de San Lucas |

|                       |
| El Águila de San Juan |